# Cyanotis ake-assii
Cyanotis ake-assii är en himmelsblomsväxtart som beskrevs av John Patrick Micklethwait Brenan. Cyanotis ake-assii ingår i släktet Cyanotis och familjen himmelsblomsväxter. IUCN kategoriserar arten globalt som nära hotad. Inga underarter finns listade.